# Voconia Avita

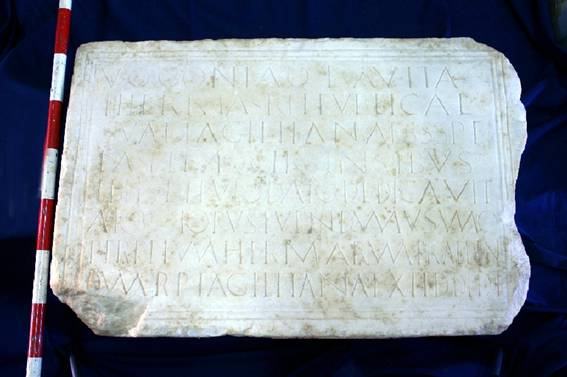
Voconia Avita (Museo de Historia de Almería).

Voconia Avita es el nombre epónimo dado a un epígrafe conmemorativo de gran valor histórico hallado en Almería, España. Esta inscripción formaba parte de un monumento conmemorativo por la inauguración de unas termas romanas en la res publica de Tagili (actual Tíjola), como homenaje a Voconia Avita, ciudadana que financió la construcción de las termas en un terreno de su propiedad, celebró su inauguración con fiestas públicas y donó dos mil quinientos denarios para su mantenimiento perpetuo. Este epígrafe es una muestra de evergetismo. Fue encontrado en el año 1976 en la denominada Muela de Armuña (perteneciente al término municipal de Armuña de Almanzora), estando en la actualidad depositadoa en el Museo de Almería. El nombre procede de las dos primeras palabras inscritas en la lápida, correspondientes al nombre de la ciudadana evergeta. Está datada probablemente en la época flavia.
Recientemente ha sido colocada una réplica en la fuente pública de Cela, lugar del que se abastecían de agua dichas termas romanas. Las aguas medicinales emergen de manera natural en el lugar con una temperatura constante de unos 26 °C formando desde hace milenios una balsa. La colocación de dicha réplica en la balsa de Cela ha sido fruto de la colaboración de los Ayuntamientos de Tíjola y Lúcar con la familia Aynat, que ha donado dicha pieza en recuerdo a Manuel Aynat, bienhechor del lugar.

## Texto

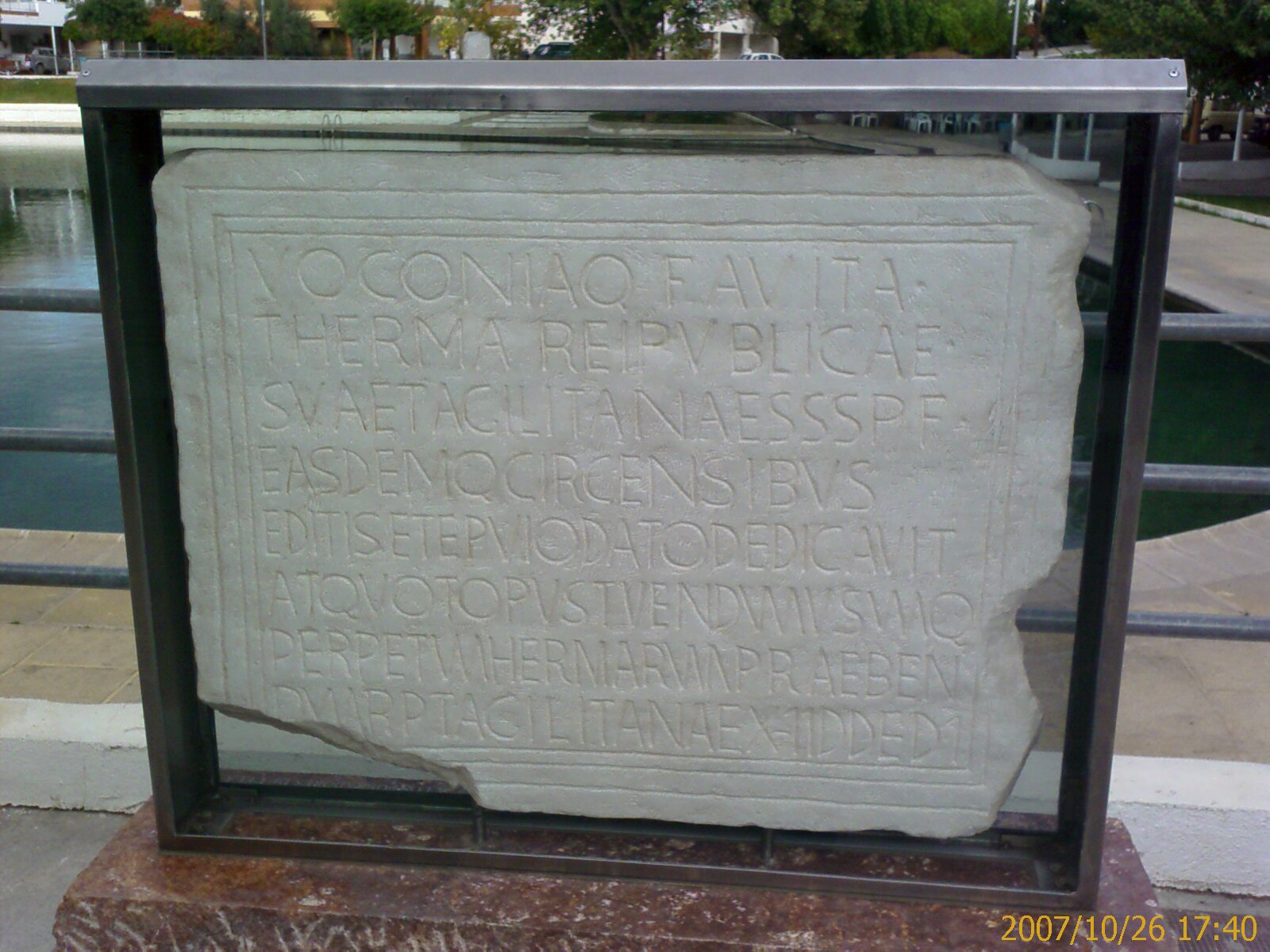
Reproducción de la Voconia Avita (donación)

La transcripción del texto, y su traducción del latín, son:

VOCONIA Q F AVITA
THERMAS REI PVBLICAE
SVAE TAGILITANAE SSSP F
EASDEMQ CIRCENSIBVS
EDITIS E EPVLO DATO DEDICAVIT
AT QVOT OPVS TVENDVM VSVMQ
PERPETVVM HERMARVM PRAEBEN
VM RP TAGILITANAE X II D DEDIT
Voconia Avita, hija de Quinto, construyó a sus expensas y en su propio terreno unas termas para su comunidad tagilitana. Inauguró estas mismas tras haber ofrecido un banquete público y haber celebrado representaciones circenses. Y donó a la comunidad de Tagili dos mil quinientos denarios para la conservación de esta obra y el mantenimiento perpetuo de las termas

## Características físicas

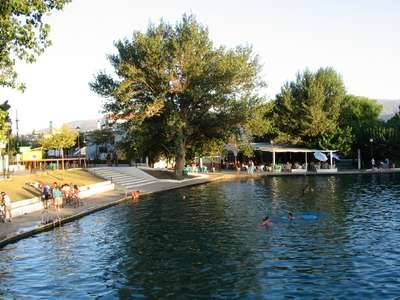
Balsa de Cela.

Tiene unas dimensiones de 91,5 cm de longitud máxima y 60 cm de anchura máxima. Tiene dos molduras, una exterior de 1,3 cm y otra interior de 1 cm. Está labrada en mármol blanco procedente de Macael.
El campo epigráfico mide 84,5 cm de largo por 53,5 cm de ancho. Su grosor es de 9,5 cm y su peso aproximado de unos 100 kg .
Su estado de conservación es bastante bueno, aunque presenta fracturas en la esquina inferior izquierda y rascaduras en la parte derecha que no interfieren en la lectura del epígrafe.